# وعلان شوكي البذور
{{صندوق معلومات كائن
| الاسم =  وعلان شوكي البذور
| حالة الحفظ =  لا
| الصورة = 
| عرض الصورة = 
| التعليق = 
| النطاق =  حقيقيات النوى
| المملكة =  نباتات
| الفرع =  النباتات الجنينية
| القسم =  النباتات الوعائية
| الشعبة =  حقيقيات الأوراق
| الشعيبة =  البذريات
| الصف =  كاسيات البذور
| الطائفة =  أحاديات الفلقة
| الصنف =  الوعلانانيات
| الطبقة =  الوعلاناوايات
| الرتبة =  الوعلانيات
| الفصيلة =  الوعلانية
| الأسرة =  الوعلاناوات
| القبيلة =  الوعلاناوية
| الجنس =  الوعلان
| النوع =  وعلان شوكي البذور
| الاسم العلمي =  Commelina echinosperma
| واضع الاسم =  [[K.يوليوس هاينريش كارل شومان]]
| عام وضع الاسم =  1895
| ماهية التقسيم = 
| التقسيم = 
| خريطة الانتشار = 
| عرض خريطة الانتشار = 
| تعليق خريطة الانتشار = 
}}
وعلان شوكي البذور (الاسم العلمي:Commelina echinosperma) هو نوع من النباتات يتبع جنس الوعلان من الفصيلة الوعلانية.